# Dorota Miller
Dorota Maria Miler, po mężu Anioł (ur. 1 lutego 1944 w Nowym Bytomiu) – polska gimnastyczka, olimpijka z Tokio 1964.
Zawodniczka Pogoni Nowy Bytom, z którym to klubem zdobyła drużynowe mistrzostwo Polski w latach 1959–1960, 1963.
Mistrzyni Polski w skoku przez konia w latach 1962, 1964.
Uczestniczka mistrzostw świata w roku 1962, podczas których zajęła 41. miejsce w wieloboju indywidualnym oraz 7. miejsce w wieloboju drużynowym.
Na igrzyskach olimpijskich w 1964 roku zajęła:
- 7. miejsce w wieloboju drużynowym
- 28. miejsce w skoku przez konia
- 35. miejsce w ćwiczeniach na równoważni
- 43. miejsce w wieloboju indywidualnym
- 51. miejsce w ćwiczeniach na poręczach
- 51. miejsce w ćwiczeniach wolnych